# Club Social y Deportivo San Martín
O Club Social y Deportivo San Martín, também conhecido como San Martín de Burzaco, é um clube de futebol argentino, fundado em 1 de maio de 1936. Sua sede está localizada em Burzaco, uma cidade que pertencente a província de Buenos Aires, na Argentina. Atualmente participa da Primera División C, a quarta divisão regionalizada do futebol argentino para as equipes diretamente afiliadas à Associação do Futebol Argentino (AFA), entidade máxima do futebol na Argentina. Seu estádio é o Francisco Boga que tem capacidade aproximada para 5.500 espectadores.

## História
O clube foi fundado em 1 de maio de 1936 e desde então passou a disputar os torneios regionais. Sua afiliação à Associação do Futebol Argentino (AFA) ocorreu somente em 1974, para a disputa da quarta divisão (Primera D) do futebol argentino. O tão sonhado primeiro acesso veio somente em 1983, só que duas temporadas mais tarde, o clube seria novamente rebaixado. Retornaria à terceira divisão (Primera C) para a disputa da temporada de 1996–97, até que em 2008, depois de uma grande crise econômica, institucional e futebolística seria novamente rebaixado.
Disputa a quarta divisão do futebol do país, Primera División C, desde que conseguiu o acesso no dia 17 de novembro de 2014, depois de liderar a Primera D de ponta a ponta.

## Títulos
| NACIONAIS  | NACIONAIS | NACIONAIS                                                   | NACIONAIS |
| Competição | Títulos   | Temporadas                                                  |           |
| ---------- | --------- | ----------------------------------------------------------- | --------- |
| Primera D  | 3         | Quarta Divisão: 1983 Quinta Divisão: Apertura de 1996, 2014 |           |